# Фотоклуб
Фотоклуб - название самодеятельных творческих объединений по интересу к фотографии. Как правило возникали при поддержке местных исполнительных комитетов (управление культуры) и профсоюзных организаций. Играли огромную роль по вовлечению фотолюбителей к творческому занятию  фотографией и  повышению уровня их мастерства.    Первым в СССР в 1953 году возник  Фотоклуб Выбогского Дома Культуры ДК) в Ленинграде. Клуб выдавал членский билет, с помощью которого можно было ходить и снимать по всему городу.  "Фотокорочки" в то время получили порядка 470 человек.(1*)
Фотоклуб "МІНСК" был создан в  1960 году. Первым председателем правления фотоклуба был избран академик Василий Феофилович Купревич (24.01.1897-17.03 1969, ботаник по специальности, увлеченно занимался фотографированием природы) (2*), а художественным руководителем клуба стал Исаак Иосифович  Соловейчик (25.03.1890-29.09.1967), потомственный фотограф в третьем поколении, его работами была оформлена экспозиция БССР на  ВДНХ СССР 1936 года в Москве. В 1970 году председателем правления избирается  Евгений Карпович Козюля (18.12.1936 - 26.04.2014)(3*) В 1971 году фотоклуб "Минск" провел первую в СССР межклубную выставку творческой фотографии "Фотографика 71" .  Выставки "ФОТОГРАФИКА" (1971, 1973, 1975, 1978, 1981, 1989) сделали Минск фотографической меккой для советских и зарубежных фотографов. В 1979 году фотоклубу «Мiнск» за плодотворную и созидательную деятельность в области художественной фотографии было присвоено звание «Народный самодеятельный коллектив». (4*) В настоящее время в клубе 70 участников. Руководитель фотоклуба "Минск" с 2014 года  Павлов Владимир Викторович.